# Ernestine von Kirchsberg
Ernestine von Kirchsberg (* 12. August 1857 in Verona; † 8. Oktober 1924 in Graz) war eine österreichische Landschaftsmalerin.

## Leben und Werk

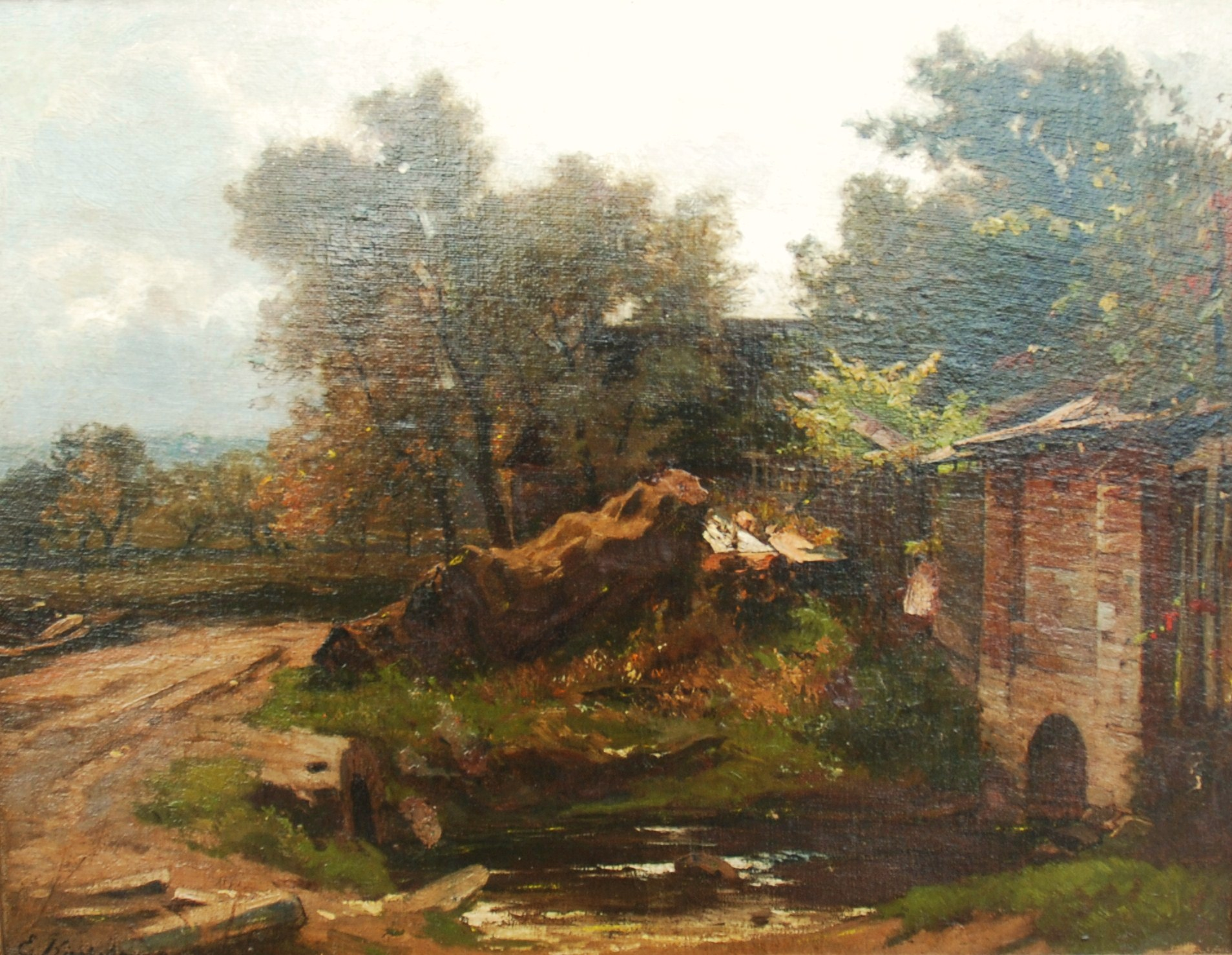
Ernestine von Kirchsberg: Alte Mühle

Ernestine von Kirchsberg wurde am 12. August 1857 in Verona geboren. In Graz besuchte sie ab dem Jahre 1873 die landschaftliche Zeichenakademie unter Freiherr Hermann von Königsbrunn und studierte ab dem Jahre 1881 an der Wiener Akademie bei Eduard Peithner von Lichtenfels, August Schäffer und Hugo Darnaut. Vor allem von Darnaut, einem der wichtigsten Vertreter des Wiener Stimmungsimpressionismus, erhielt sie ihre entscheidende Ausbildung, die den maßgebenden Anstoß zur Entfaltung ihres persönlichen Stils gab. In Wien befreundete sie sich mit Marie Egner und Alfred Zoff, denen sie später nach München folgte. In München vervollständigte sie ihre Ausbildung bei dem Zimmermann-Schüler Adalbert Waagen (1833–1898) und bei Alfred Zoff. 
Neben der Ölmalerei bevorzugte sie das Aquarell, in dem sie es zu großer Meisterschaft brachte und mit dem sie zuerst bekannt wurde. 1881 stellte sie im Wiener Künstlerhaus erstmals aus. Viele ihrer Aquarelle und Ölgemälde wurden von Museen und privaten Sammlern schon zu Lebzeiten der Künstlerin erworben. 1893 wurde eines ihrer Gemälde auf der Weltausstellung in Chicago prämiert. In der Folge waren ihre Werke in zahlreichen Ausstellungen in Wien, München, Berlin, Prag und Graz vertreten, von wo aus sie u. a. Studienreisen an die Adria, in die Untersteiermark, nach Krain und nach Südtirol unternahm.
Ernestine von Kirchsberg starb am 8. Oktober 1924 im Alter von 67 Jahren in Graz. Ihr Grab befindet sich auf dem dortigen St.-Leonhard-Friedhof.